# Lusikisiki
Lusikisiki ist ein Ort in der südafrikanischen Provinz Ostkap. Er liegt in der Gemeinde Ingquza Hill im Distrikt OR Tambo. Hier leben nach der Volkszählung von 2011 etwa 4.028 Personen.

## Geographie
Der Ort liegt 45 Kilometer nördlich von Port St. Johns im historischen Gebiet Ost-Pondoland. Die Region ist hügelig.

## Geschichte
Lusikisiki entstand aus einem 1894 eingerichteten Militärstützpunkt. Seit 1932 gibt es dort eine Verwaltung. Der Name ist lautmalerisch und bezeichnet das Rauschen von Schilf im Wind.
Lusikisiki war Hauptstadt von Pondoland und einer der Sitze des AmaMpondo-Königreichs. König Faku, Gründer des modernen AmaMpondo-Königreiches, wurde dort geboren. Er ließ 1830 die erste Missionsstation in Pondoland einrichten.
Am 6. Juni 1960 wurden sechs Zivilisten im Ngquza-Hill-Massaker in einem Tal zwischen Bizana und Lusikisiki von Einsatzgruppen der Regierung getötet. Zwei Flugzeuge sowie ein Helikopter verbreiteten Tränengas und Rauchbomben über der Protestgruppe. Polizeifahrzeuge fuhren aus zwei Richtungen auf die Menschengruppe zu, die eine weiße Flagge gehisst hatte. Die Polizei schoss auf die Menschenmenge, auch noch, als sie in die Umgebung floh. Zunächst behauptete die Polizei, dass sie aus der Menge beschossen worden ist. Nach Presserecherchen kam bei einem Kreuzverhör der späteren gerichtlichen Untersuchung nach Aussagen eines beteiligten Polizisten heraus, dass die ersten Schüsse von einer zweiten Polizeieinheit stammten. Am 9. Juni 1960 räumte der Justizminister den Tod von 6 Protestierenden ein. Es gab zahlreiche Verwundete, von denen 13 in einem Rot-Kreuz-Krankenhaus behandelt wurden, weitere erhielten in den Kraals der Umgebung durch die Bevölkerung eine Notfallbehandlung.
Anschließend war Lusikisiki ein Zentrum des Widerstands gegen die Apartheid, der dort von der Non European Unity Movement angeführt wurde. 1963 kam das Gebiet trotz des Widerstands zur Transkei, die 1994 wieder nach Südafrika eingegliedert wurde. Bei Lusikisiki wurden in den 1980er Jahren Guerilleros der Lesotho Liberation Army für Terroranschläge in Lesotho vom US-amerikanischen Söldner Robert MacKenzie ausgebildet.

## Infrastruktur
In dem Ort gibt es mehrere Krankenhäuser und das Ngqungqushe Technical College. Außerhalb des Ortes liegt ein Flugplatz (ICAO-Code FALK). Die R61 führt in Nord-Süd-Richtung durch den Ort. Mit der geplanten Verlagerung der N2 soll Lusikisiki an das Nationalstraßennetz angeschlossen werden.

## Söhne und Töchter der Stadt
- Stella Sigcau (1937–2006), ehemalige südafrikanische Ministerin